# 北極甲烷釋出

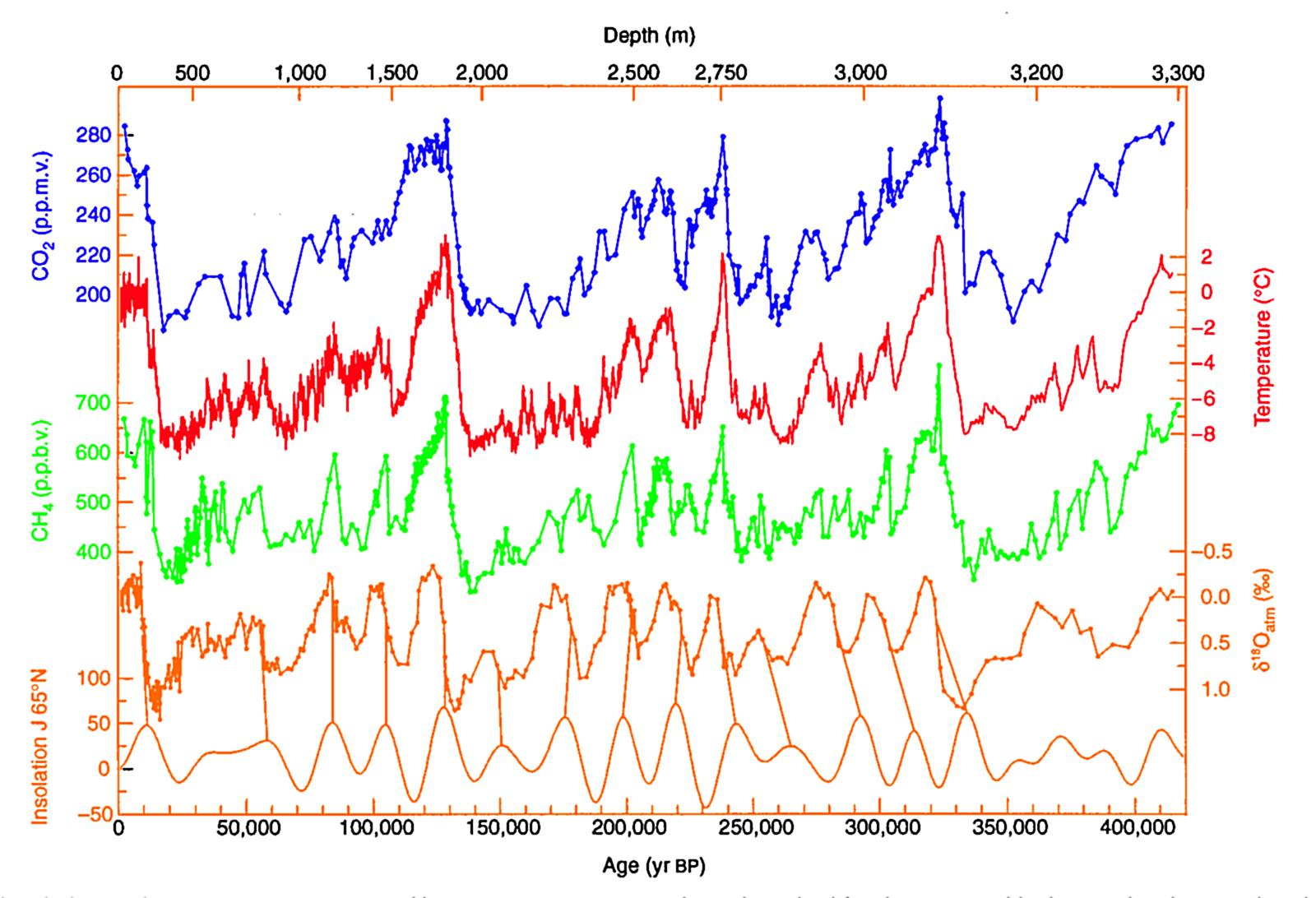
在間冰期和冰河期循環間，甲烷、二氧化碳與溫度之間的差異圖。

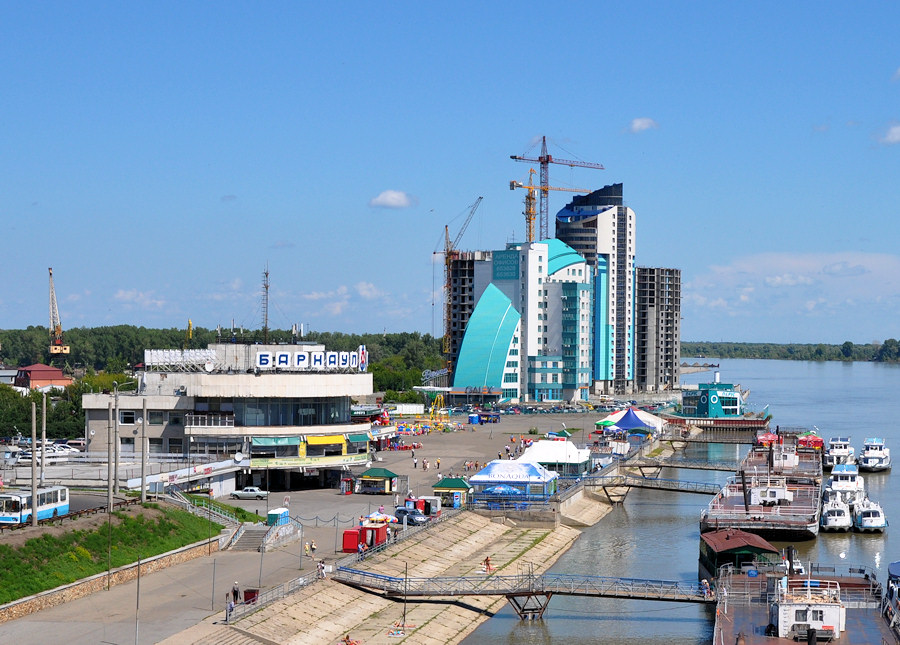
例如鄂畢河等西伯利亞的河流能載運溶解的甲烷至北冰洋。此外，也會從纬度較南的地區傳送熱能，進一步造成永久冻土和晶籠化合物的溶解。

甲烷是一種非常強力的溫室氣體。其具有多種天然來源，雖然目前北極僅佔了其中一小部份，然而全球暖化可能造成北極地區甲烷的加速釋放。雖然北極的釋放量近來逐漸增加，但由於其他天然來源並未增加釋放量，大氣中的甲烷含量在近十年來是維持穩定的。
北極的天然瓦斯儲藏庫－永久冻土中含有大量的甲烷，水底的晶籠化合物也含有甲烷。甲烷也透過河流被输送到北極地區。。在溫暖的環境中，永久凍土和晶籠化合物會被分解，因此大量的甲烷釋出被認為是全球暖化的可預期結果之一。任何因全球暖化而從北極釋出的甲烷，將會造成更嚴重的全球暖化。這被稱為正回饋（positive feedback）現象。若反馈現象中的增益足夠，將會造成「失控氣候變遷」。科學家認為目前這樣的情況的確有機會出現，但可能要等到千年後才會發生。
在間冰期時，大氣中的甲烷的濃度是冰河期時最低值的近兩倍之多。在間冰期，有南北半球甲烷濃度不平衡的情況發生，北極大氣中的甲烷濃度比南極要高出8－10%。在冰河時期，這種不平衡的差距縮小到微不足道的範圍內。

## 資料來源
1. ↑  Methane release and coastal environment in the East Siberian Arctic shelf, N. Shakhova & I. Semiletov, Journal of Marine Systems 66 (2007) 227–243
2. ↑  Sergey A. Zimov, Edward A. G. Schuur, F. Stuart Chapin. . Science. 2006-06-16, 312 (5780): 1612–1613  [2018-04-02]. ISSN 0036-8075. doi:10.1126/science.1128908. （原始内容存档于2018-03-29） （英语）.
3. ↑  Natalia Shakhova. . Geophysical Research Letters. 2005-05-01, 32 (9)  [2018-04-02]. ISSN 1944-8007. doi:10.1029/2005gl022751 （英语）.
4. ↑  Euan G. Nisbet. . Philosophical Transactions of the Royal Society of London A: Mathematical, Physical and Engineering Sciences. 2002-04-15, 360 (1793): 581–607  [2018-04-02]. ISSN 1364-503X. doi:10.1098/rsta.2001.0958. （原始内容存档于2018-06-02） （英语）.
5. ↑  David Archer, Bruce Buffett. . Geochemistry, Geophysics, Geosystems. 2005-03-01, 6 (3): n/a–n/a  [2018-04-02]. ISSN 1525-2027. doi:10.1029/2004gc000854 （英语）.
6. ↑  Climate Change 2001: The Scientific Basis (Cambridge Univ. Press, Cambridge, 2001)